# 伊吹文明
伊吹文明（1938年1月9日—），日本政治家，生於京都府京都市下京区，京都大学經濟學部畢業。歷任日本駐英大使館書記官、大藏省主計局主查、國庫課長及前大藏大臣渡邊美智雄的秘書。
1983年，代表自民党出馬參選眾議員，之後總共當選11屆。1994年10月，擔任眾議院文教委員會委員長。
1997年9月，擔任第2次橋本內閣的勞動大臣，2000年12月，擔任第2次森改造内閣国家公安委员会委员长兼防灾担当大臣，2005年当选自民党龟井派会长，该派因此改名伊吹派，曾捲入KSD事件但安然脫身。
是日本首相小泉純一郎的坚定支持者之一。但也因此受到派系内支持龟井静香一派的反对，其在派系内部影响力因此受到严重影响。2006年9月，擔任安倍内閣的文部科学大臣。福田康夫出任首相后，担任自民党干事长。2008年8月至9月，擔任福田改造內閣的財務大臣。
2012年大選自民黨奪回政權後，被選舉為眾議院議長。

## 荣誉

### 日本勋章奖章
- 桐花大绶章（2022年4月29日公布[1]）

### 外国勋章奖章
- 奥兰治-拿骚骑士大十字勋章（荷兰，2014年10月25日公布[2]）：荷兰国王威廉-亚历山大于2014年10月29日至31日对日本进行国事访问。